# DFS Arnhem
DFS Arnhem (voluit: Door Fusie Sterker Arnhem) is een Nederlandse handbalclub uit het Arnhem. DFS ontstaan door een fusie tussen AHV Swift en AAC 1899 die plaatsvond op 1 juni 2017.

## Geschiedenis

### Ontstaan van de fusie
In seizoen 2016/17 gingen de Arnhemse handbalclubs ESCA, AAC 1899 en Swift de handen in één om een sterke Arnhemse handbalclub te creëren. De drie clubs zullen onder de naam EAS Arnhem spelen binnen het NHV. De naam EAS verwijst naar de samenwerkende teams, daarvoor zijn de eerste letters van de club gebruik voor de samenwerking naam.
In het voorjaar van 2017 hadden AAC 1899 en AHV Swift gevorderde plannen om te gaan samenwerken met de jeugd- en seniorenteams van beide clubs om divisie behoud in Arnhem te houden in de toekomst. Tijdens twee afzonderlijke algemene ledenvergaderingen was er een overeenkomst tussen de twee clubs over een fusie. De nieuwe vereniging ging het volgend seizoen verder onder de naam DFS Arnhem. ESCA had al eerder later weten geen interesse te hebben in een algehele fusie.
Op 1 juni 2017 werd het samenwerkingsverdrag ondertekend door AAC 1899 en AHV Swift. Omdat AHV Swift al een herenteam in de eredivisie had, speelde DFS in het seizoen 2017/18 meteen in de eredivisie.

#### Clubkleuren
De clubkleuren licht blauw met maroon rood komen af van de 1e Luchtlandingsdivisie tijdens de slag om Arnhem. Deze slag was als onderdeel van Operatie Market Garden in de Tweede Wereldoorlog.

#### Combinatie met Huissen HV
In het seizoen 2019/20 is DFS samen met destijds Hoofdklassee Huissen onder een naam spelen binnen de herentak van de club. Teams die binnen de DFS ingeschreven stonden, werden binnen het NHV DFS Arnhem/Huissen HV genoemd. Teams die binnen handbalvereniging Huissen staan ingeschreven, worden Huissen HV/DFS Arnhem genoemd. In 2022 stopte de samenwerking.

#### Combinatie met UDI 1896
Na het beëindigen van de samenwerking tussen Huissen HV is DFS samen gaan werken met stadsgenoot UDI 1896. Bij de NHV zijn alleen de herenteams van DFS en UDI onder de combinatienaam gaan spelen.

### Eerste seizoenen
Doordat DFS de licenties van Swift en AAC overnam speelde de heren meteen in de eredivisie. Swift werd onder de naam van EAS Arnhem tweede in de reguliere competitie en in de nacompetitie miste EAS met doelsaldo de BENE-League. In hun eerste seizoen onder de naam van DFS werd Osvaldo Gomes als eerste coach van DFS benoemd. Hij volgde Arthur Langedijk op als coach van het eerste team. Net als het seizoen daarvoor werd DFS tweede in de reguliere competitie. In de nacompetitie kwam DFS een punt te kort voor promotie naar de BENE-League. Na het seizoen vertrok sterk houder Robin Schoenaker naar Sporting NeLo. In het seizoen 2018/19 werd DFS vierde en een seizoen later zesde in de reguliere competitie. Het seizoen 2019/20 en 2020/21 werden vroegtijdig stilgelegd door de uitbraak van het coronavirus in Nederland. In het seizoen 2020/21 speelde DFS maar drie wedstrijden. Alle drie de wedstrijden werden verloren en stond DFS op de laatste in de eredivisie, omdat de seizoenen 2019/20 en 2020/21 werden door het NHV onofficieel verklaard. Hierdoor kon DFS niet degraderen.

## Lijst van trainers
- 2017–2018:  Osvaldo Gomes
- 2018–2020:  Fred Michielsen
- 2020–2024:  Pascal Lucassen
- 2024–heden:  Vladan Mijalkovic

## Resultaten
Heren
- 2018 7e
Eredivisie
- 2019 10e
Eredivisie
- 2020 12e
Eredivisie
- 2021
Eredivisie
- 2022 5e
Eredivisie
- 2023 7e
Eredivisie
- 2024 2e
Eredivisie

- Eredivisie

Dames
- 2018 10e
Tweede divisie A
- 2019 12e
Hoofdklasse B
- 2020 4e
Hoofdklasse B
- 2021
Hoofdklasse B
- 2022 3e
Hoofdklasse C
- 2023 8e
Hoofdklasse E
- 2023 3e
Hoofdklasse E

- Tweede divisie
- Hoofdklasse